# Hyphancylus falcatus
Hyphancylus falcatus är en insektsart som beskrevs av Fowler 1904. Hyphancylus falcatus ingår i släktet Hyphancylus och familjen Flatidae. Inga underarter finns listade i Catalogue of Life.